# Kanzel des Stephansdoms

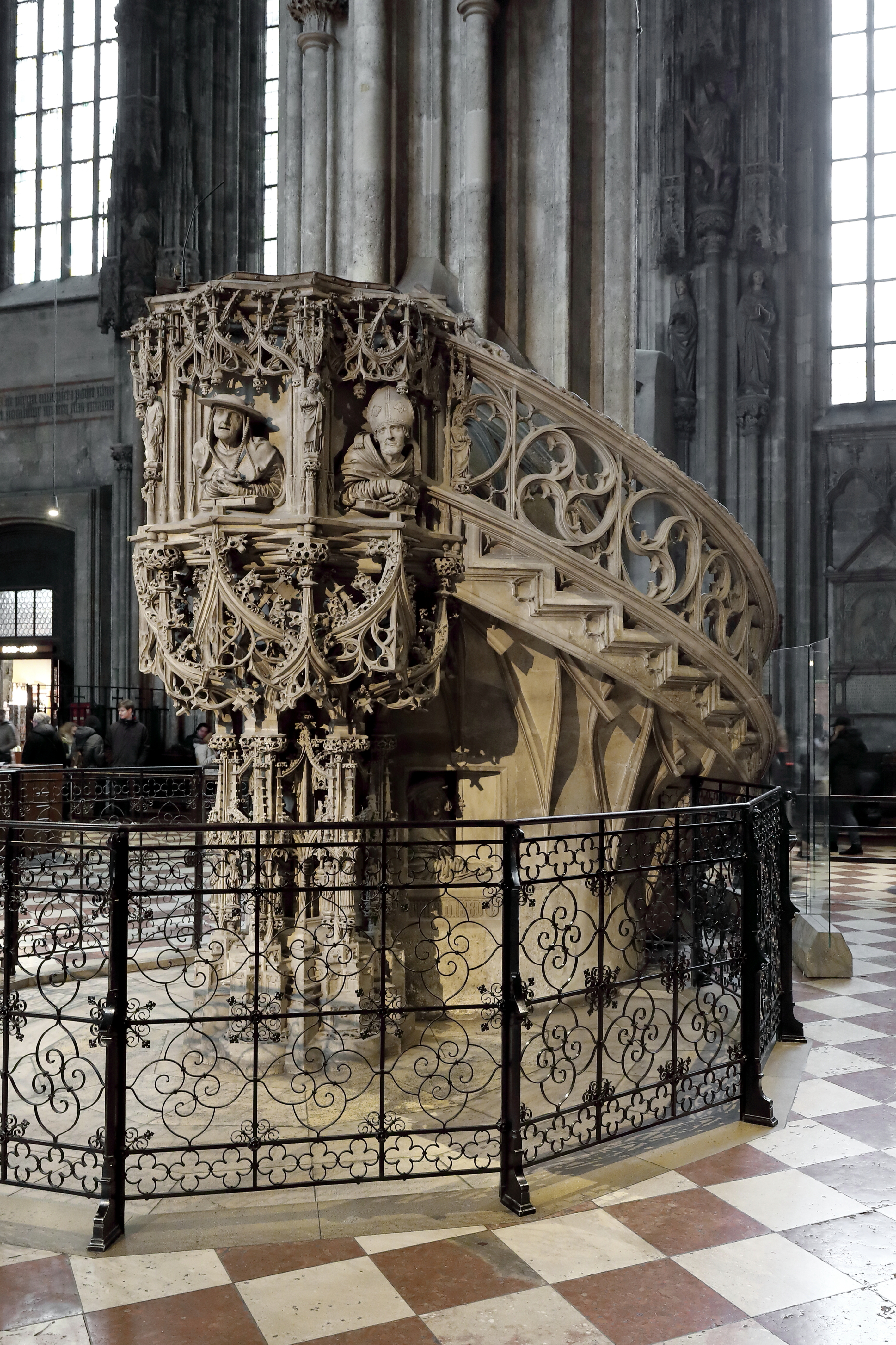
Die Domkanzel des Stephansdoms

Die Kanzel des Stephansdoms (auch Pilgramkanzel) in Wien ist ein gotisches bildhauerisches Werk in der Mitte des Langhauses. Sie wurde zwischen 1510 und 1515 aus Breitenbrunner Kalksandstein gefertigt. Ihr Rankenwerk und die Figuren sind äußerst zart ausgeführt und haben hohen künstlerischen Rang.
Das bildhauerische Meisterwerk ist reich an Symbolik und trägt die Porträts der vier lateinischen Kirchenväter und den „Fenstergucker“, ein Selbstporträt des Meisters der Kanzel. Bis zum Zweiten Weltkrieg war über der Kanzel ein Schalldeckel angebracht. Das Kunstwerk wurde, anders als vielfach angenommen, eher nicht von Anton Pilgram entworfen und geschaffen, sondern von einem Meister in der Nachfolge des Niclas Gerhaert van Leyden. Die Kanzel wurde mehrmals renoviert, dabei wurde die alte Farbe entfernt.
In den vergangenen Jahrhunderten war die Kanzel oft der Ort bedeutender Auseinandersetzungen, heute wird sie nur noch bei besonderen Anlässen benutzt.

## Geschichte

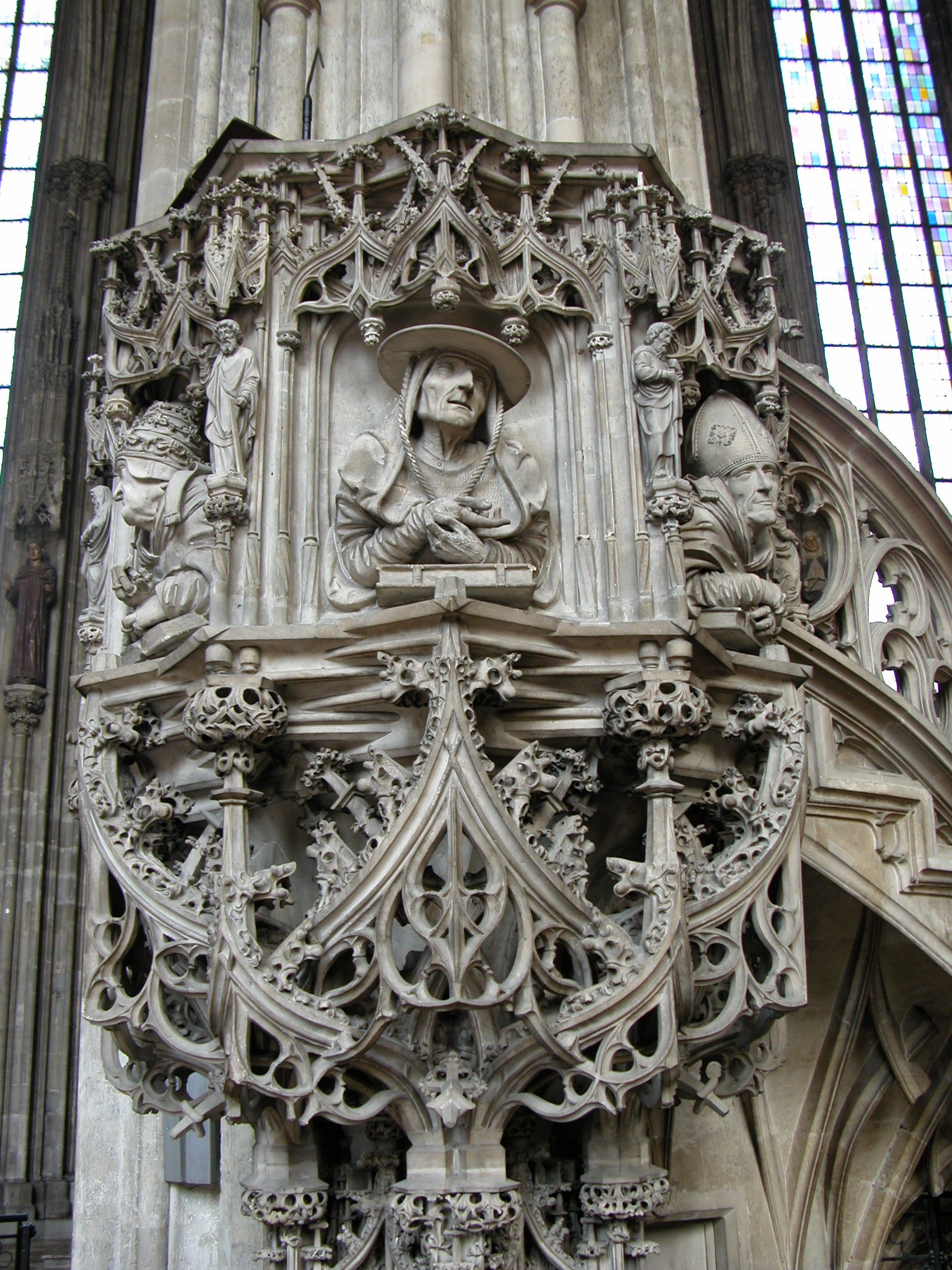
Der Kanzelkorpus (Kanzelkorb)

In einem Gedicht aus dem Jahr 1547 lauten die Verse 455–468:

„Den predigstuhl ich schawet an
Gedacht, wo lebt ein mensch, der kann
Von stainwerg so subtil Ding machen?
Mein hertz vor freuden mir thet lachen.
Die Kindlein gleich wie in dem lauff
Sich nahrten, kehrten gugel auff.
Auch manche krot ädex und schlang
In stain gehawen auf dem gang
Sie krümbten, paumten uber sich
So frey als werens lebendig.
Der maister, der diß stuck gepawt,
Hat sich so kunstlich selbs eingehawt
In stain am predigstuhl sain hauß
Schawt unten zu dem Fenster auß.“

Früher stand an demselben Pfeiler der Maximilianaltar, der 1885 abgetragen wurde. Seit der zweiten Hälfte des 19. Jahrhunderts umgibt den Kanzelfuß ein Gitter.
Die Bildhauerei entstand zwischen 1510 und 1515, nach anderer Auffassung bereits um 1500.

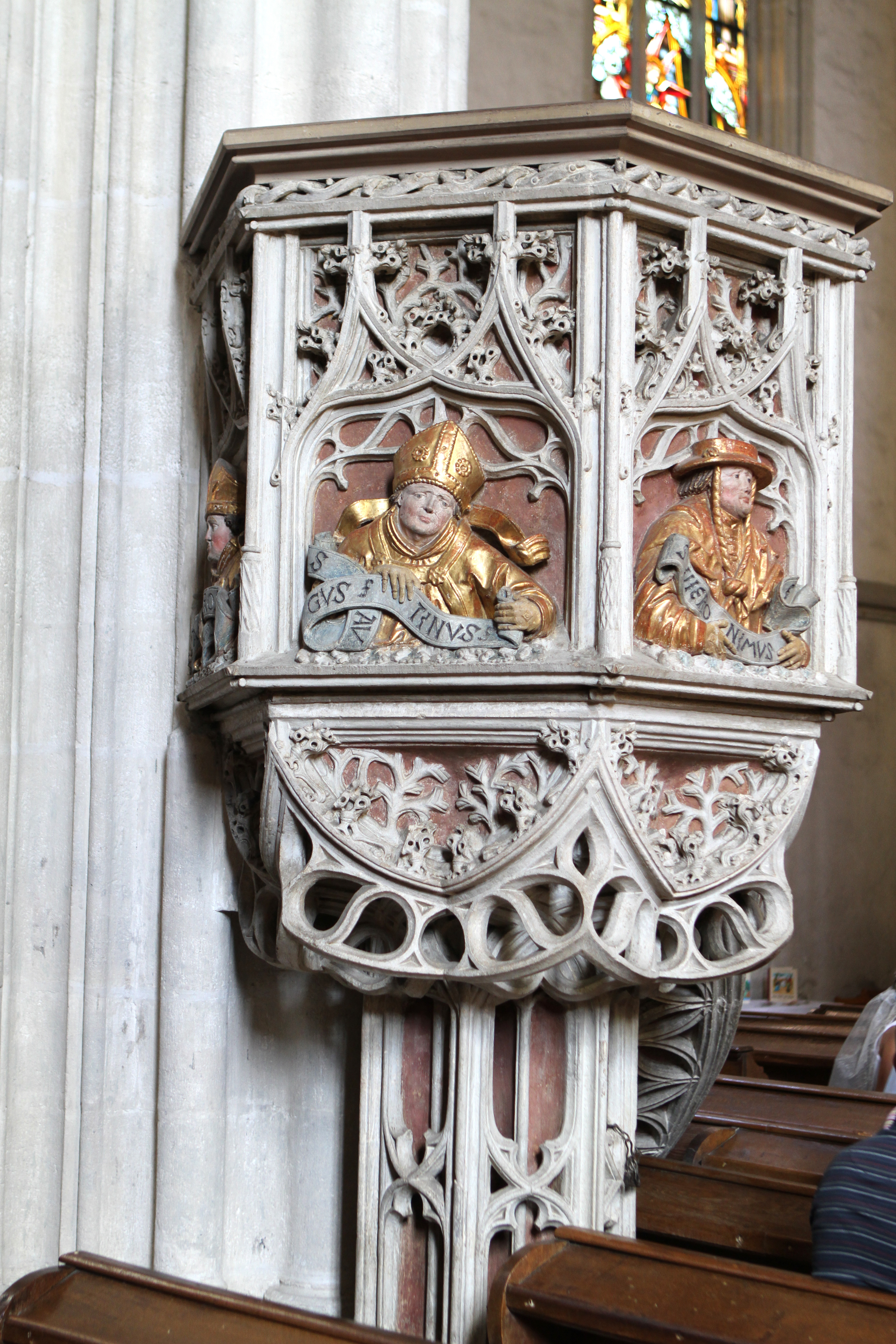
Spätgotische Kanzel in der Eggenburger Stadtpfarrkirche

Die Kanzel muss spätestens 1515 fertig gewesen sein, zumindest so weit, dass sie als Vorbild dienen konnte. Sie hat einen „mißratenen“ Nachkommen, die ebenfalls spätgotische Kanzel in der Eggenburger Stadtpfarrkirche, die 1515 gefertigt wurde.
Die Bildhauerei hat stets durch die äußerst zarte, für Steinarbeit ungewohnte Ausführung ihres Rankenwerkes und der Figuren allgemeine Bewunderung erweckt.
Durch die Zartheit der Formen waren Beschädigungen unvermeidlich.
Ältere Restaurierungen sind von 1597 und 1652 überliefert. Nachdem der Kanzelpfeiler begonnen hatte, sich zu senken, musste er 1870 gestützt werden; zwischen 1878 und 1880 kam es zu einer gründlichen Restaurierung: Die Kanzel wurde zerlegt, abgetragen und von der alten Ölfarbe befreit. Dadurch wurde allerdings auch die alte Bemalung darunter gänzlich entfernt.
Besonders der Kanzelfuß wurde im Laufe der Zeit beschädigt, abgebrochene Ecken, Kanten, Kreuzblumen, Krabben u. ä. wurden ergänzt.
Nach der Ergänzung beziehungsweise gründlichen Restaurierung wurden alle Teile wieder zusammengesetzt. Unter dem Fenstergucker erinnern die Inschrift REN. A. D. 1880 und das Steinmetzzeichen des Baumeisters Friedrich von Schmidt an die Restaurierung.
Die technische Virtuosität des aus drei Steinblöcken herausgearbeiteten, nicht aus Einzelteilen zusammengefügten Sockels legt eine Arbeitsteilung zwischen Bildhauer und Steinmetz nahe, wie sie sich ohnedies bei einem so komplexen Kunstwerk anbietet.
Die Zeichnung eines nicht mehr vorhandenen, der Kanzel stark ähnelnden Sakramentshauses im Dom trägt die Aufschrift „Michel Fröschl die zeit paw maister hie zu Wien“ und verweist auf den seit 1517 als Parlier und seit 1526 als Baumeister amtierenden Steinmetzen.
Die Kanzel wurde lange dem Dombaumeister Anton Pilgram zugeschrieben, sie hat aber eher ein Meister in der Nachfolge des Niclas Gerhaert van Leyden entworfen. Da Pilgrams Steinmetzzeichen neben dem Fenstergucker angebracht ist, wird vermutet, dass er zumindest an der Ausführung beteiligt war.
Die Domkanzel war in den vorigen Jahrhunderten oft der Ort dramatischer Auseinandersetzungen.
Am 12. Jänner 1522, in der Zeit der Reformation, überließ Bischof Georg von Slatkonia dem protestantischen Prediger Paul Speratus die Kanzel. Dieser sprach vor versammelten Ordensleuten Wiens und rief zum Austritt aus ihren Konventen auf.
Auch der heilige Petrus Canisius predigte von der Kanzel; er war der erste deutsche Jesuit und Domprediger der Stephanskirche.
Kardinal Innitzer hielt dort am 7. Oktober 1938 eine historische Predigt an die Jugend, mitten in der Zeit der nationalsozialistischen Herrschaft in Österreich.

„Nur einer ist euer Führer, Jesus Christus!“

Diese Worte und die folgende Kundgebung der Jugendlichen hatten am nächsten Tag den Sturm der Hitlerjugend auf das erzbischöfliche Palais zur Folge.
Heute wird die Kanzel nur in der Advent- und Fastenzeit sowie am ersten Freitag im Monat, dem Herz-Jesu-Freitag, bei Predigten verwendet. Besucher des Doms dürfen sie nicht betreten.

## Beschreibung
Vom Riesentor aus steht die Kanzel am zweiten Pfeiler der nördlichen Pfeilerreihe. Der Aufgang befindet sich an der Nordseite dieses Pfeilers im linken Seitenschiff. Von dort führen 15 Stufen in einem Halbkreis an der Ostseite desselben Pfeilers entlang auf die Kanzel.

### Aufgang
Der Aufgang auf die Kanzel führt durch einen Bogen. Am oberen Ende des Geländers sitzt ein steinerner Hund – im Volksmund Hündchen ohne Furcht genannt – der „aufpassen“ soll, dass den Prediger kein Tier erreicht.
Der Handlauf ist von Fröschen und Lurchen bevölkert, die sich ineinander verbeißen und so den Kampf Gut gegen Böse symbolisieren. Die Eidechsen und Lurche, die an die Sonne kommen, symbolisieren das Gute, die Frösche, die sich in Sümpfen aufhalten und das Tageslicht meiden, stehen für das Böse.
Das Geländer der Kanzel besteht aus Maßwerkkreisen, die wechselweise mit drei oder vier Schneußen gefüllt sind. Die dreiteiligen wirbeln im Uhrzeigersinn herum, die vierteiligen im Gegensinn.

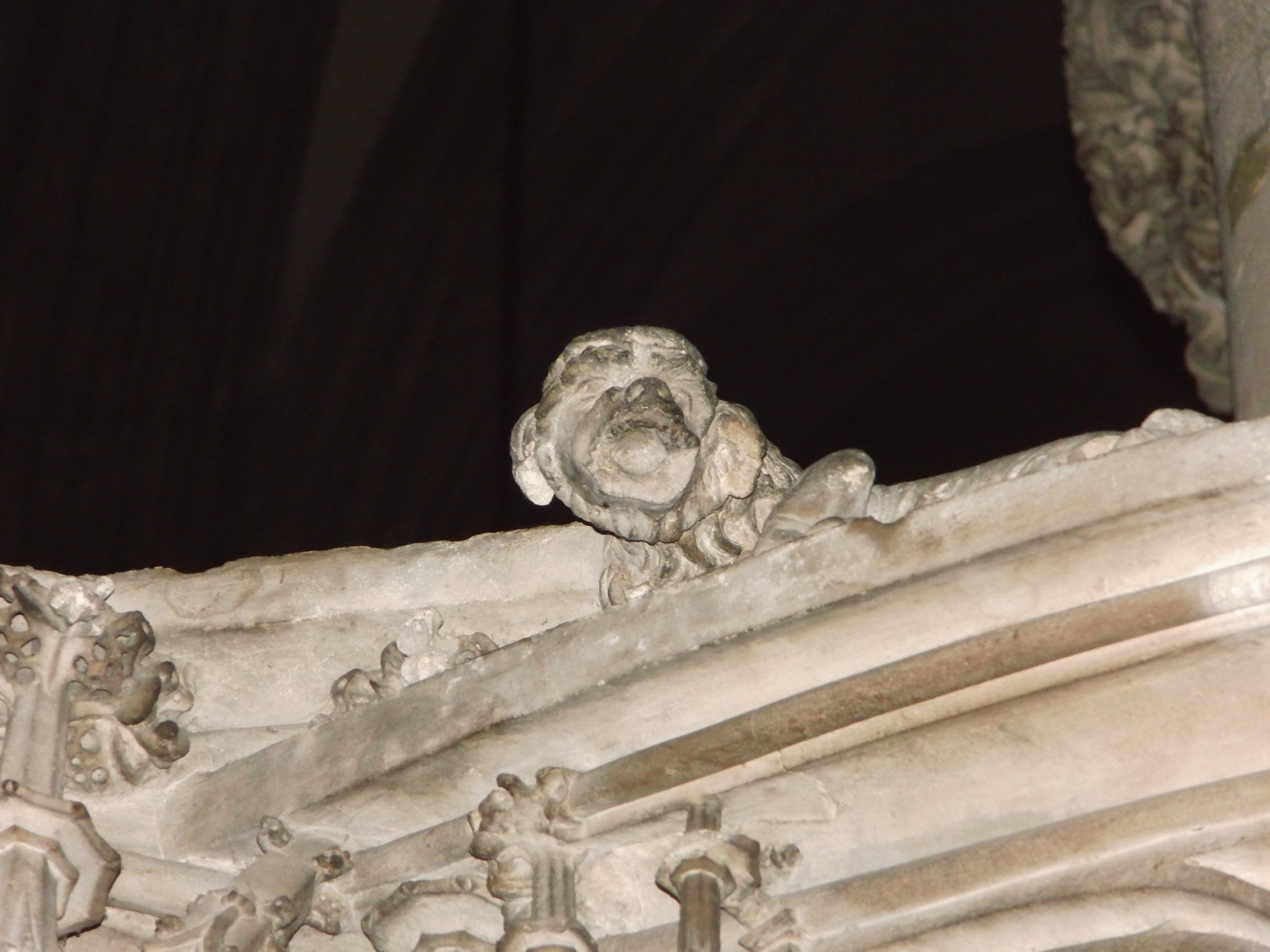
Hündchen ohne Furcht
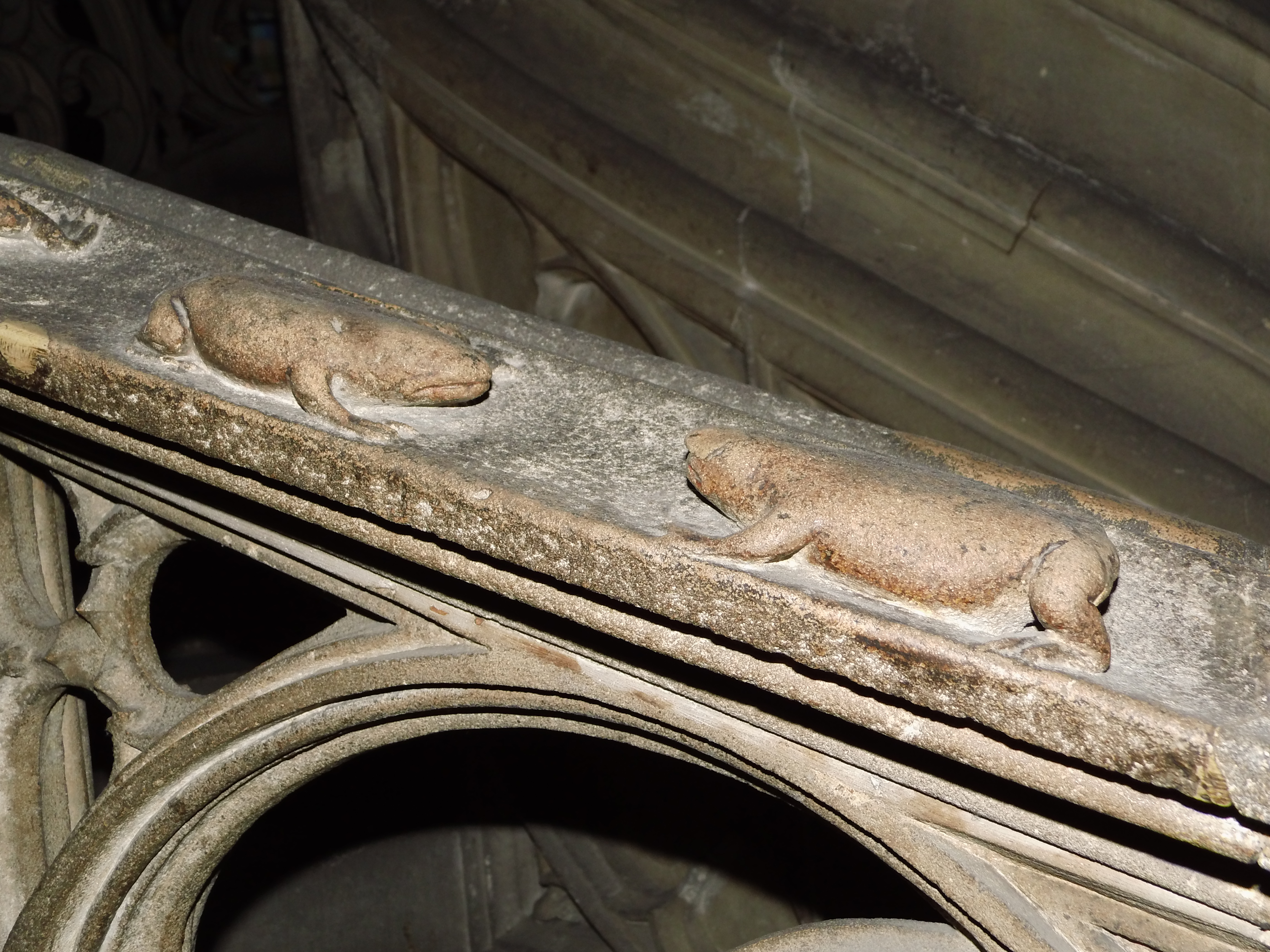
Frösche und Lurche symbolisieren den Kampf Gut gegen Böse
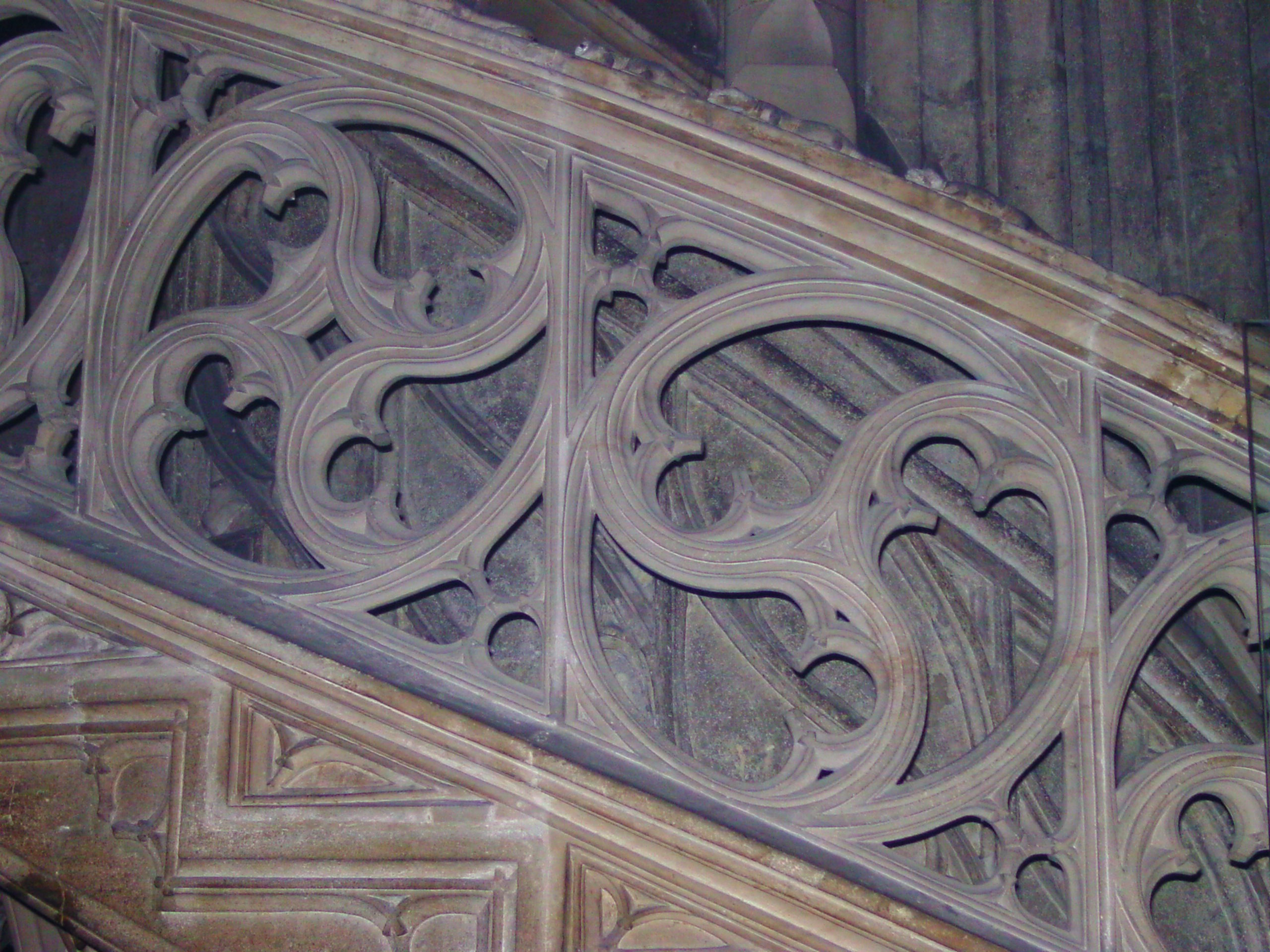
Dreipass und Vierpass

Figuren beim Aufgang
| Figur                | Beschreibung              | Beschädigungen bzw. Überarbeitung             | Größe       |
| -------------------- | ------------------------- | --------------------------------------------- | ----------- |
| Glaube               | weibliche Figur mit Kreuz | neu                                           | 35 cm       |
| Hoffnung             | weibliche Figur mit Anker | neu                                           | 35 cm       |
| Liebe                | weibliche Figur mit Herz  | neu                                           | 35 cm       |
| Hündchen ohne Furcht | zottiges Hündchen         | Ohren, Unterkiefer, linkes Vorderbein ergänzt | 12 cm       |
| Fenstergucker        | Bildnis des Meisters      | stark überarbeitet                            | 64:52:33 cm |

### Kanzelfuß

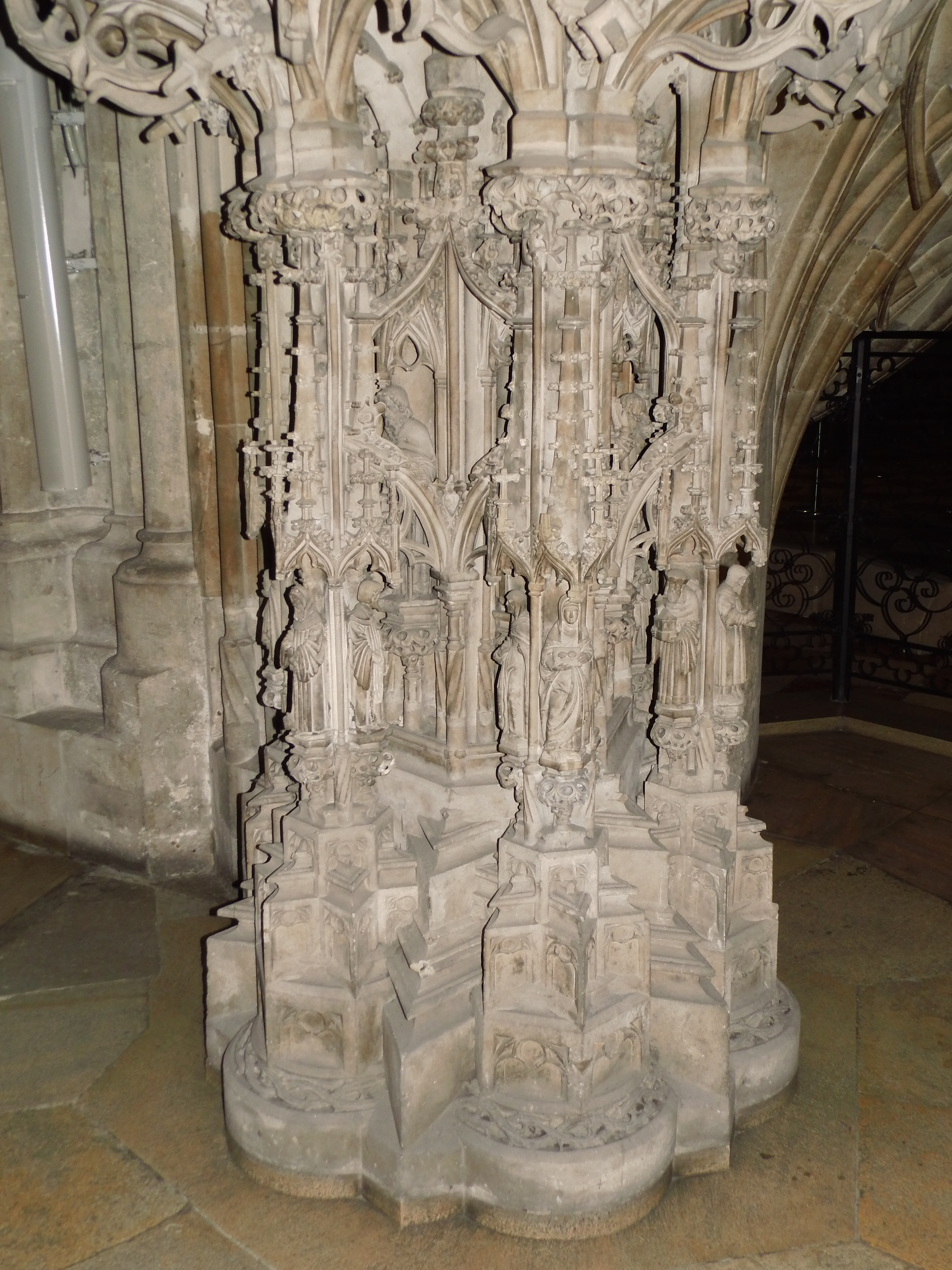
Kanzelfuß

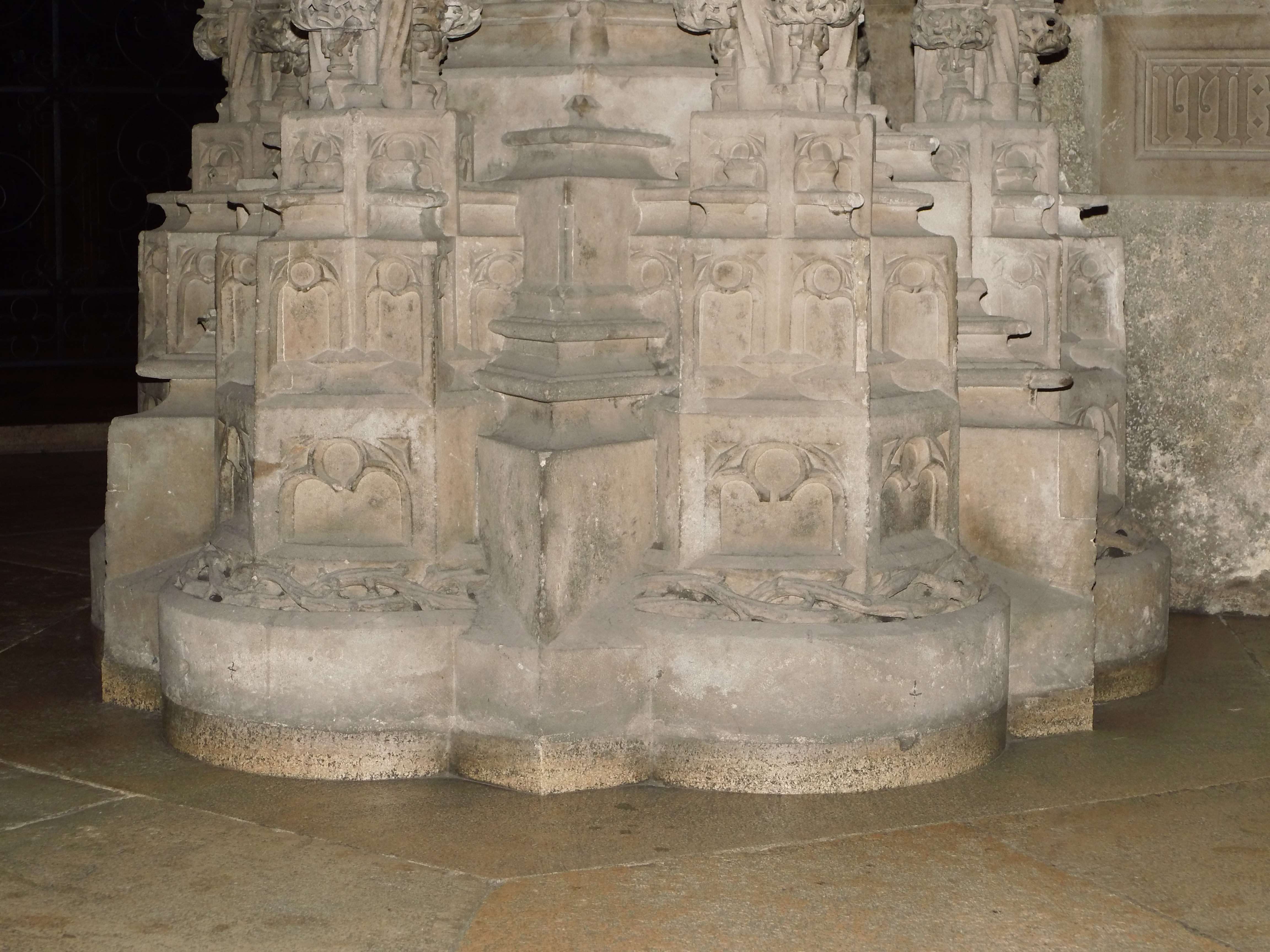
Sockel

Der Fuß der Kanzel beginnt mit einem Sechspass, der von einem Sechseck durchdrungen ist. In der zweiten Stufe spalten sich über den Kreislappen des Sechspasses kleinere Sechsecke ab, die auf dem Weg des sechszackigen Sternes in geschwenkte Sechsecke übergeführt werden. Damit haben sich die Teile endgültig vom Kern des Fußes losgelöst.
In sechs kleinen Pfeilern mit je drei Nischen stehen Heiligenfiguren unter Baldachinen, die in schmale Türmchen auslaufen. Über dem Sechseck des Sockels geht ein großer sechseckiger Stern in vielen Abstufungen in ein gleichgerichtetes Sechseck über, das auf allen Seiten tiefe Nischen mit größeren Apostelfiguren besitzt.
Den Grundriss bilden ein Hauptpfeiler und sechs Nebenpfeiler. Auf den Säulen, die am Hauptpfeiler die Nischen trennen, ruhen verhältnismäßig schwere Bogen, die zu den benachbarten Nebenpfeilern stoßen; dabei durchbrechen sie die Baldachintürmchen. Etwas höher lösen sich von der Innenseite der Nebenpfeiler geschwungene Strebebogen, je zwei von jedem Nebenpfeiler teilen sich und treffen an der Kante des Hauptpfeilers mit denen der Nebenpfeiler zusammen. Je zwei tragen ein kugeliges Kapitell mit einem schlanken Türmchen, das sich dem Kern des Fußes anlehnt.
Die sechs kleineren Pfeiler enden in zweiteiligen Blattwerkkapitellen. Auf diesen sitzen Kämpferpaare, die nach vorne auseinandergehen. Über jedem Kämpferpaar brechen leicht abwärts geneigte Kreuzblumen hervor.
Von den Kämpferpaaren gehen in zwei Schichten Kielbogen aus, die wie bei Baldachinen nach außen geschwungen und reich verziert sind; die äußeren kleineren Bogen tragen ebenfalls kugelige Blätterkapitelle, auf denen die Säulchen stehen, die an der Brüstung die Kirchenväter trennen. Rückwärts wachsen Türmchen heraus, krümmen sich nach innen, laufen durcheinander und enden bei den kugeligen Kapitellen der Nachbarbogen.
Hinten entspringen den Kämpfern die großen Bogen der zweiten Schicht. Sie wölben sich bald nach vorne und durchbrechen mit ihrer Spitze die oberste Platte des Brüstungssockels. Während die kleinen Bogen die Pfeiler verbinden, durchlaufen die großen Bogen einander und überspringen je einen Pfeiler.
Der kompakte Kern des Hauptpfeilers schwingt in leichter Kurve auswärts und geht in schieferig übereinanderliegende Platten in Form geschwenkter Sechsecke über, sodass die Brüstung zwölfzackig beginnt. Unter jedem Kirchenvater und unter den Trennungspfeilern befindet sich je eine Zacke.
Die Trennungspfeiler sind abgestuft und haben an ihren Vorderseiten in seichten Nischen kleine Apostelfiguren unter vieltürmigen Baldachinen. Baldachine bekrönen auch die Reliefs der Kirchenväter. Über den Reliefs beginnt ein ähnliches Plattenwerk wie unterhalb der Brüstung.

### Kanzelkorb

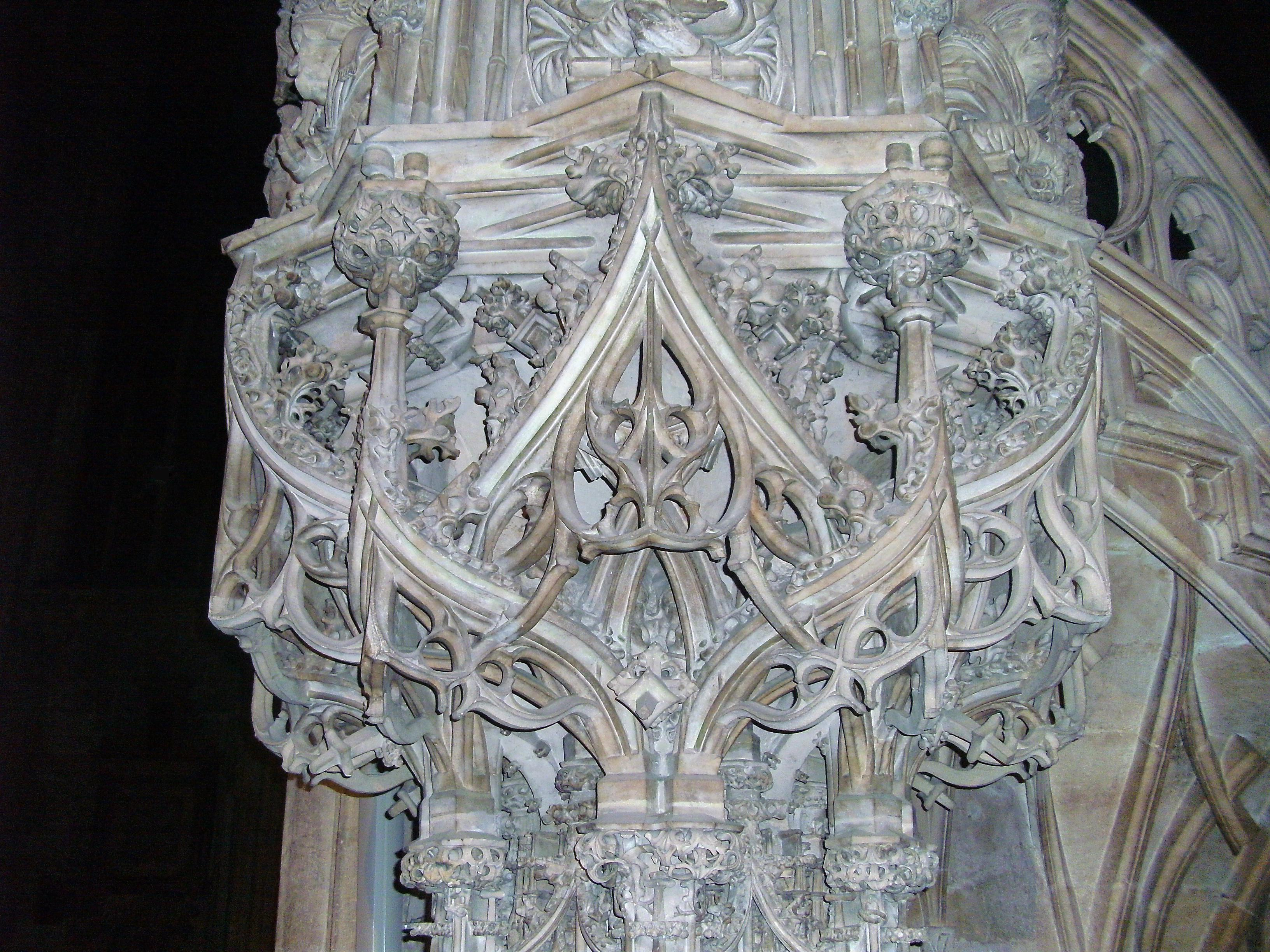
Maßwerk des Kelches

Das Bestreben, keine festen Grenzen aufkommen zu lassen, kann man dort erkennen, wo das Gestrüpp des Kanzelkorbes in die Brüstung hineinwächst. Dort entsteht die Brüstung allmählich aus den geschichteten Platten. So ist es auch am oberen Ende der Kanzelbrüstung, wo die Baldachinspitzen und Türmchen in das Plattenwerk hineinwachsen.
Die Figuren an den Nebenpfeilern stehen viel tiefer als die am Hauptpfeiler und sind auch um ein Drittel kleiner und schmaler, weil unterhalb des Kelches die Stufen an Haupt- und Nebenpfeilern nicht in gleicher Höhe zusammentreffen.
Über der „Steinblüte“ symbolisieren die Porträts der vier lateinischen Kirchenväter gleichzeitig die vier Temperamente und die vier Lebensalter.
Ganz links befindet sich der heilige Augustinus mit Mitra, Buch und einem Tintenfass (dargestellt als Melancholiker), rechts von ihm Papst Gregor der Große mit Papstkrone, in der Hand eine Lupe und ein Buch (als Phlegmatiker). Es folgt Hieronymus mit dem Kardinalshut und einem Buch (als Choleriker). Die Bildnisse schließen rechts mit dem heiligen Ambrosius mit Mitra und Buch ab (als Sanguiniker).

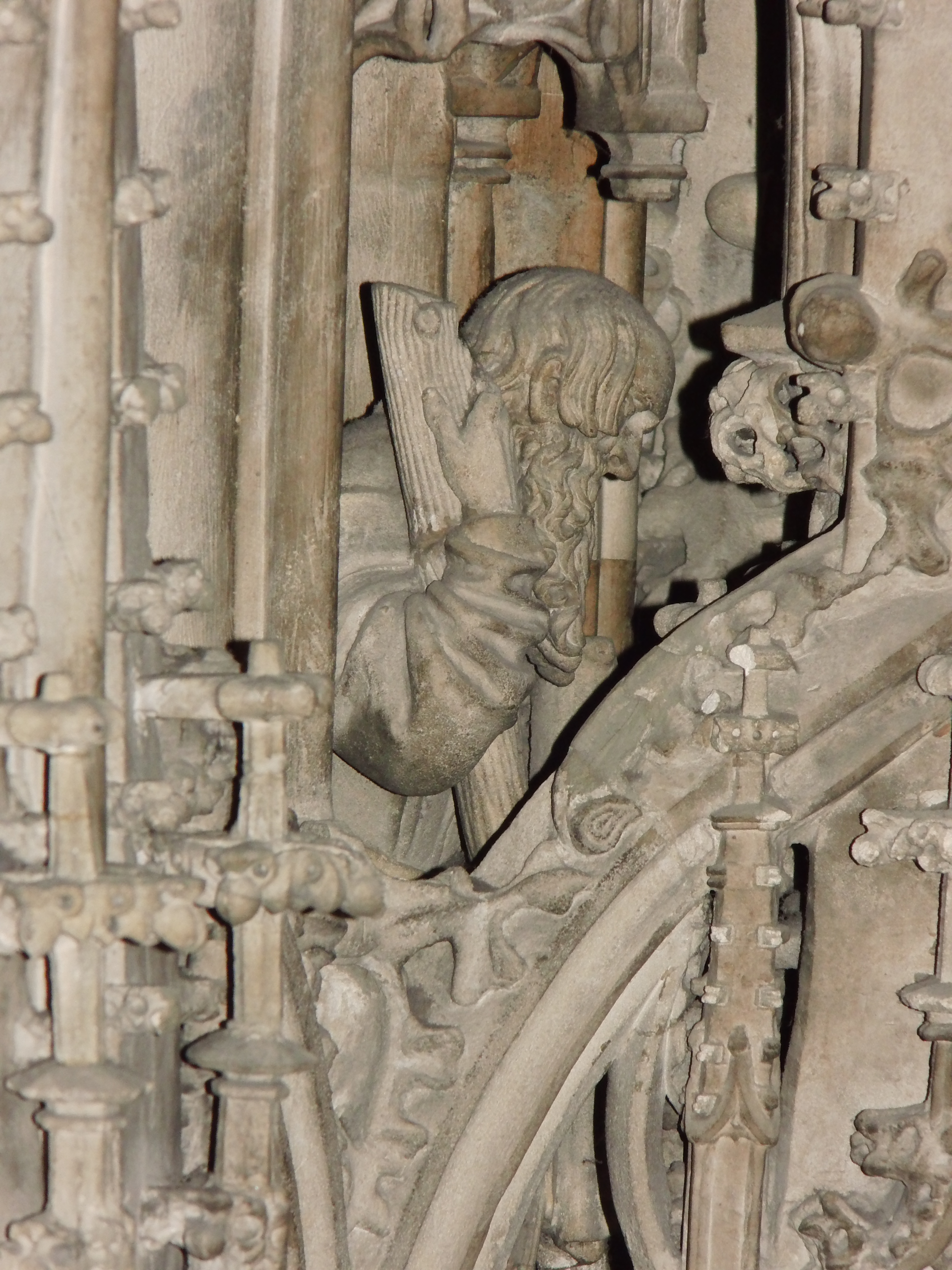
Hl. Andreas

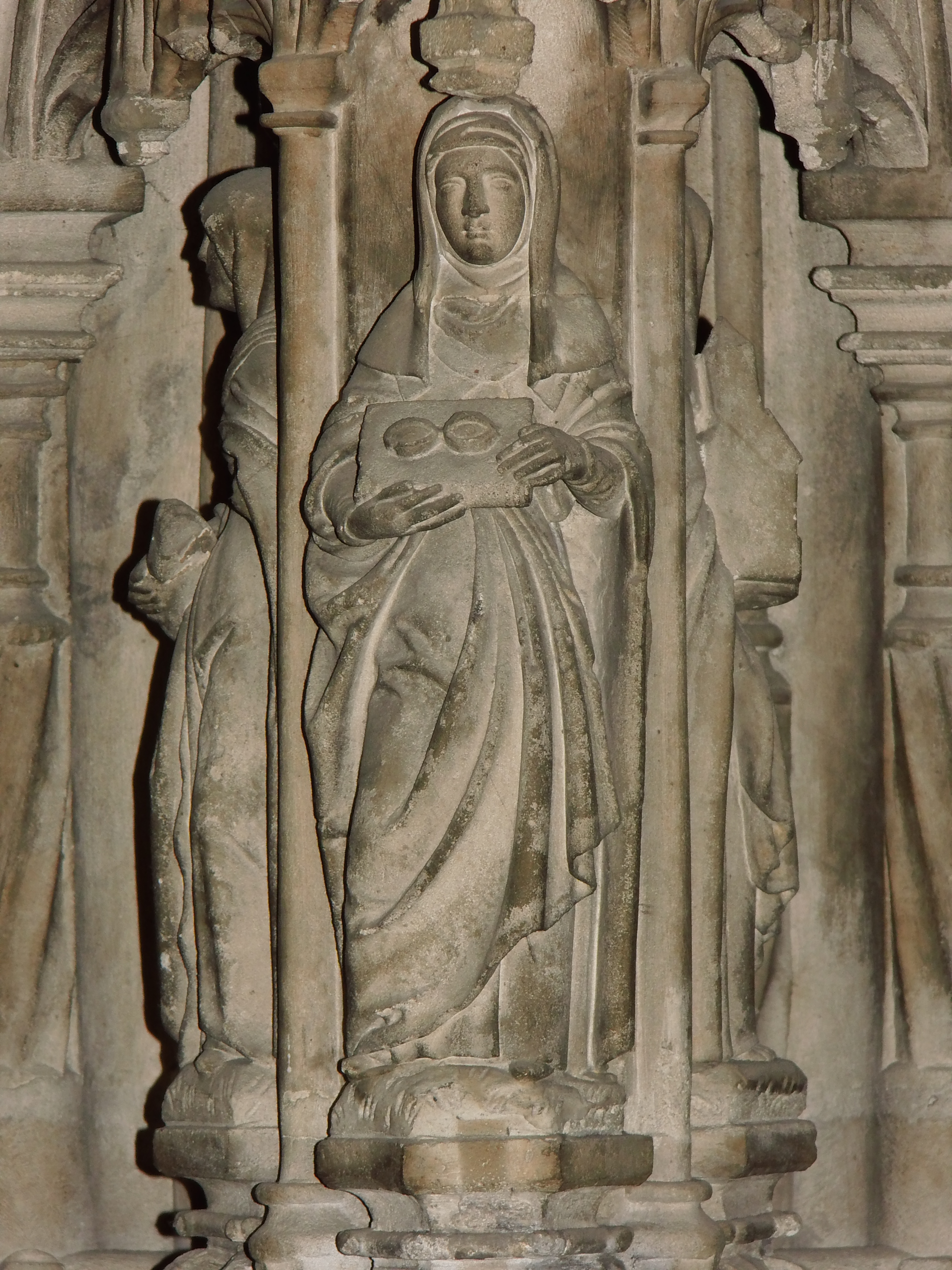
Hl. Ottilie

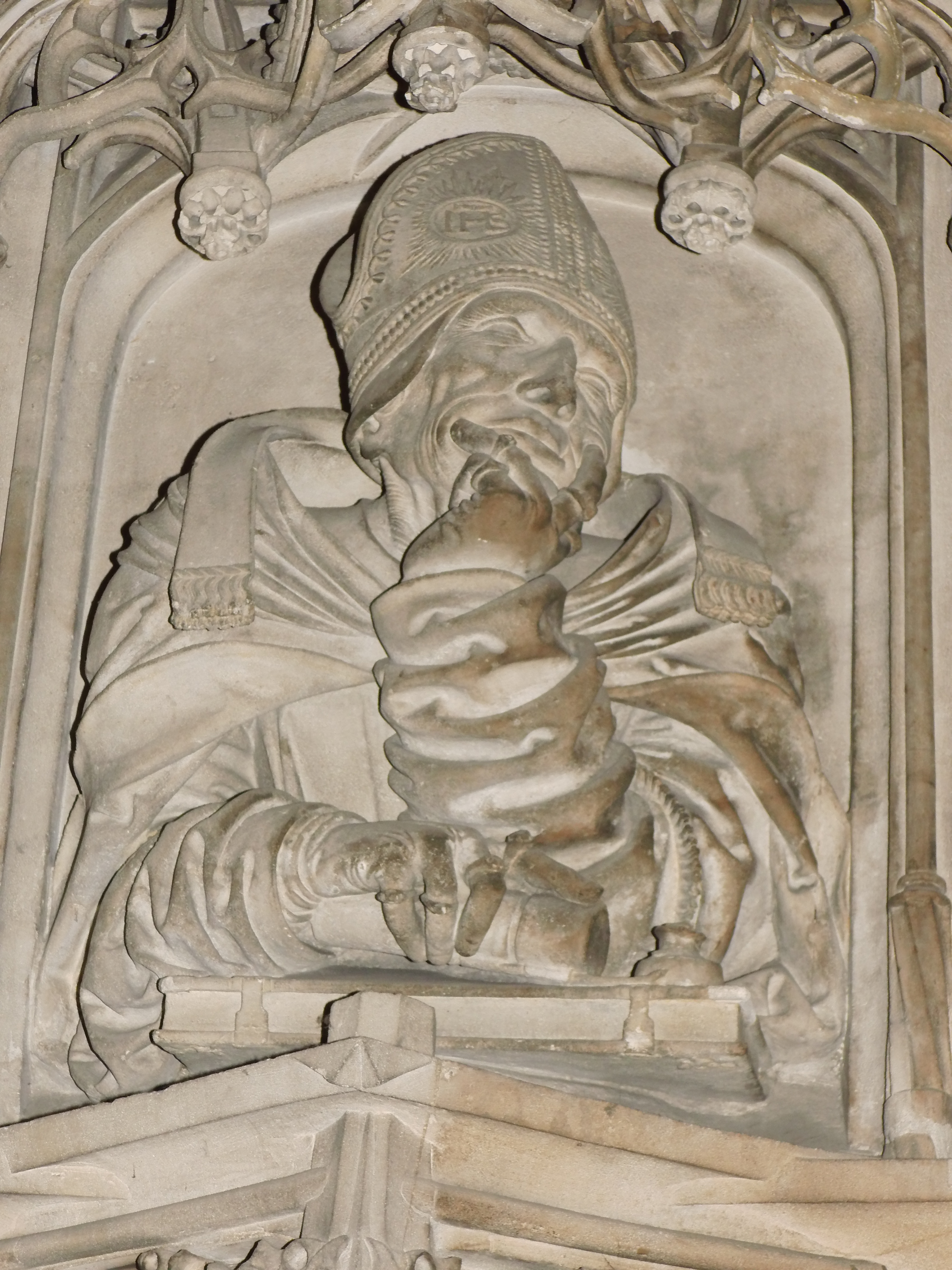
Augustinus
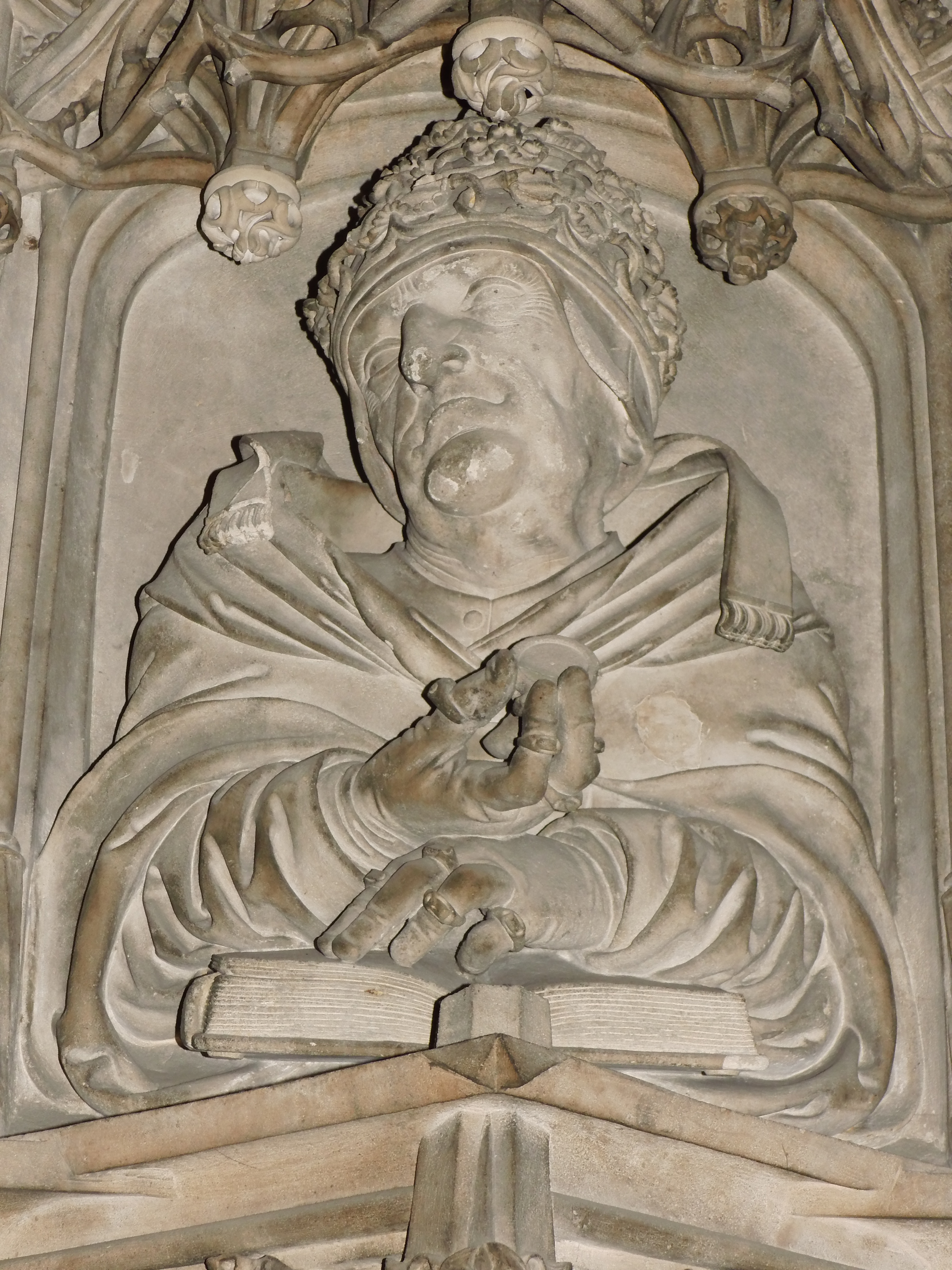
Gregor der Große
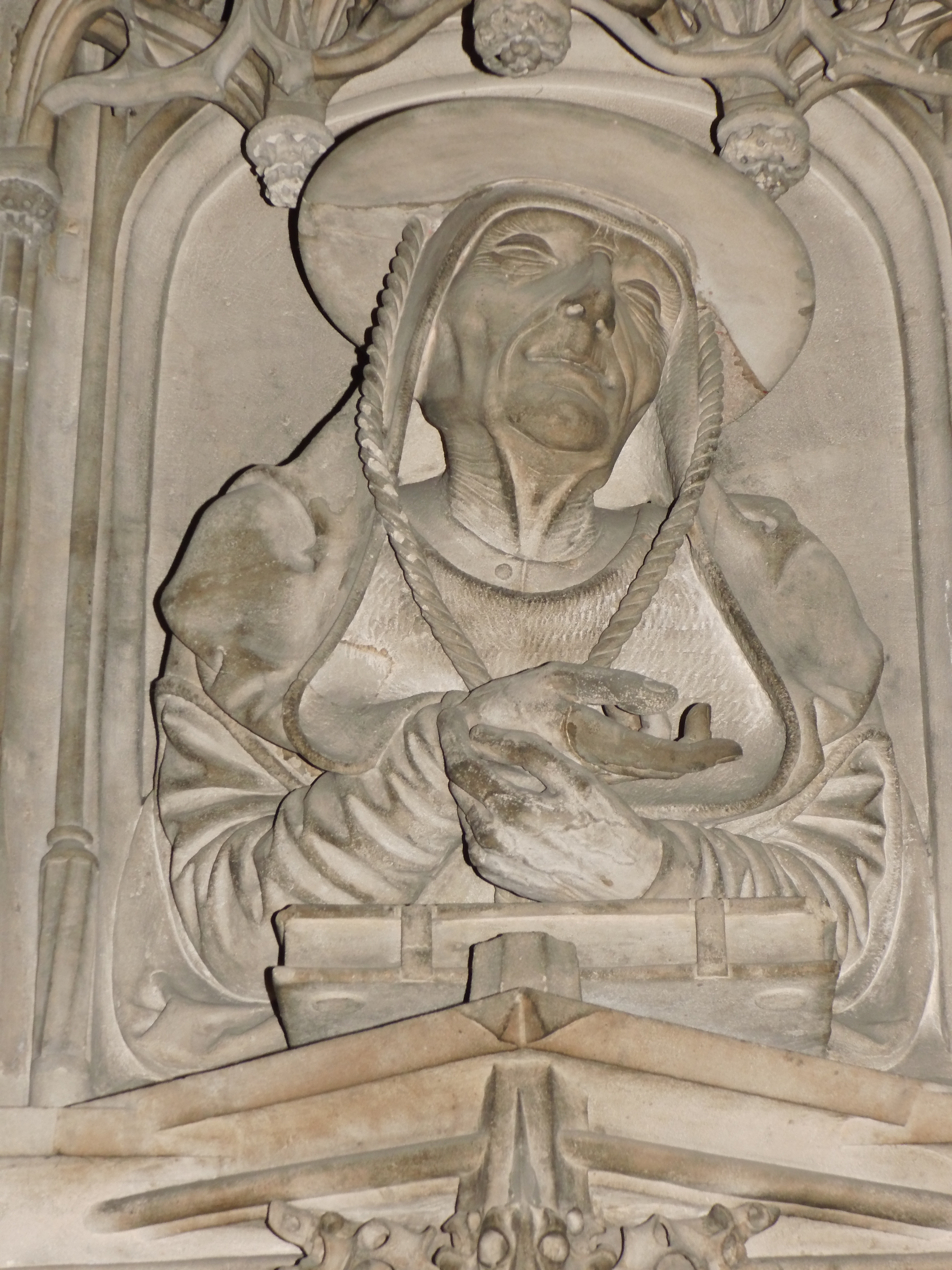
Hieronymus
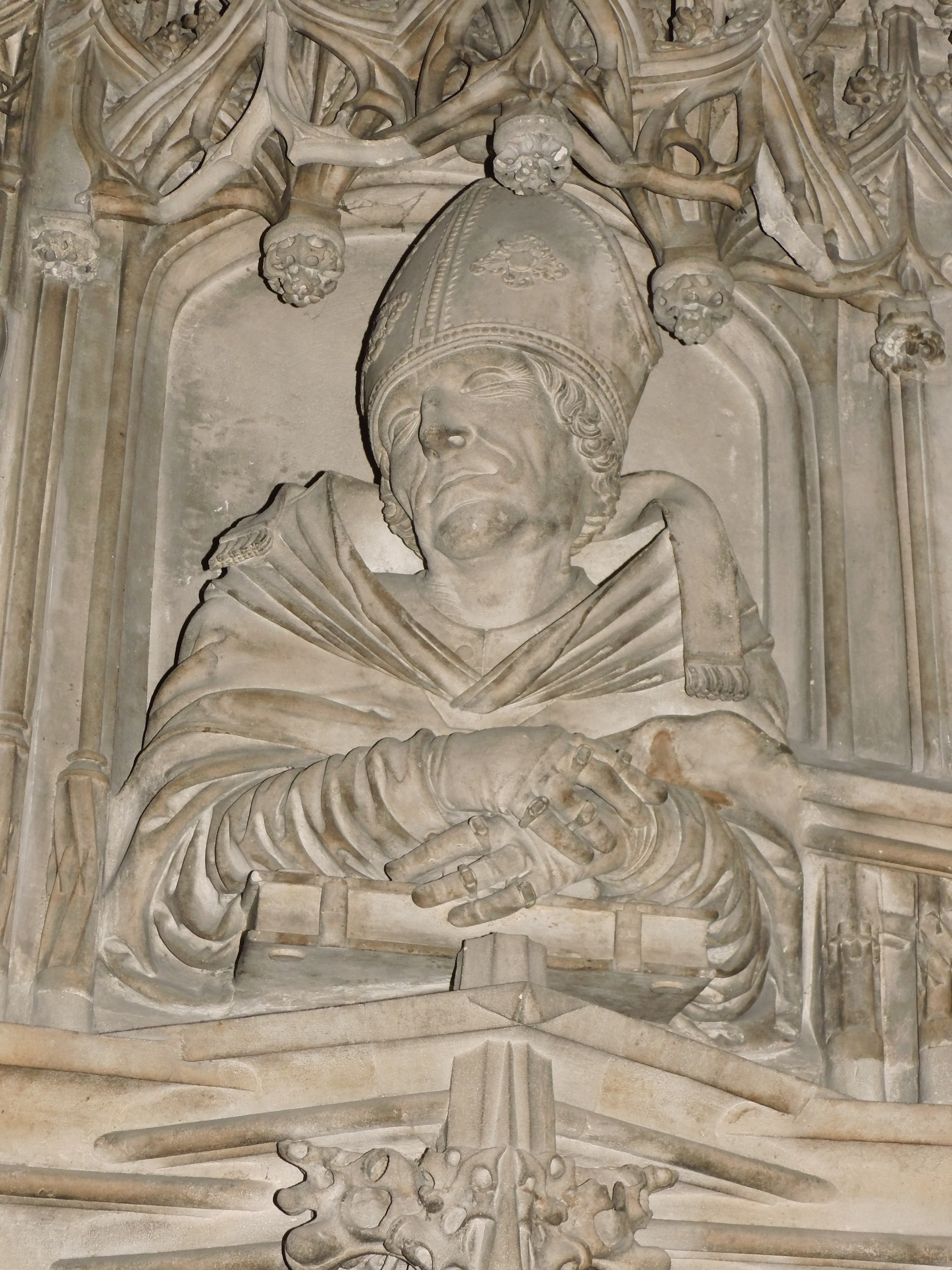
Ambrosius

Figuren am Hauptpfeiler
| Figur                 | Beschreibung         | Beschädigungen bzw. Überarbeitung         | Größe |
| --------------------- | -------------------- | ----------------------------------------- | ----- |
| Apostel Petrus        | mit großem Schlüssel | Kopf überarbeitet                         | 36 cm |
| Apostel Andreas       | mit Andreaskreuz     | Teile des Kreuzes und rechte Hand ergänzt | 36 cm |
| Apostel Johannes      | mit Becher           | neu (1880)                                | 36 cm |
| Apostel Jakobus d. J. | mit Stange           | neu                                       | 36 cm |
| Apostel Jakobus d. Ä. | mit Schwert          | neu                                       | 36 cm |
| Apostel Paulus        | mit Schwert und Buch | neu                                       | 36 cm |

Figuren an den Nebenpfeilern
| Figur                 | Beschreibung                                | Beschädigungen bzw. Überarbeitung               | Größe |
| --------------------- | ------------------------------------------- | ----------------------------------------------- | ----- |
| Hl. Ottilie           | mit Buch und zwei Augen darauf              | Kopf neu                                        | 24 cm |
| Hl. Notburga          | mit Brotwecken                              | linker Unterarm abgebrochen                     | 24 cm |
| Hl. Hedwig            | mit Kirche und Schuhen                      | —                                               | 24 cm |
| Hl. Nikolaus von Bari | mit Buch und Brot                           | Kopf überarbeitet                               | 24 cm |
| Hl. Leopold           | mit Kirche und Herzogshut                   | —                                               | 24 cm |
| Hl. Koloman           | mit Pilgerhut und Strick um den Hals        | Strick teilweise beschädigt                     | 24 cm |
| Hl. Elisabeth         | mit Becher                                  | Kopf und rechte Hand neu                        | 24 cm |
| Hl. Barbara           | mit Turm                                    | stark überarbeitet                              | 24 cm |
| Hl. Katharina         | mit Schwert, Rad und Stirnreif              | überarbeitet                                    | 24 cm |
| Hl. Stefan            | mit Diakonskleid und Stein                  | neu                                             | 24 cm |
| Hl. Laurentius        | mit Rost                                    | neu                                             | 24 cm |
| Hl. Sebastian         | mit Pfeil                                   | neu                                             | 24 cm |
| Hl. Walpurga          | mit Brot                                    | Gesicht beschädigt                              | 24 cm |
| Hl. Maria Magdalena   | mit Salbgefäß                               | Kopf neu, rechte Hand beschädigt                | 24 cm |
| Hl. Johanna           | mit in einem Tuch eingeschlagenen Salbgefäß | —                                               | 24 cm |
| Hl. Othmar            | mit Weinfass                                | Kopf neu, sonst stark überarbeitet              | 24 cm |
| Hl. Paulinus von Nola | mit Kette und Krug                          | Kopf neu, rechte Hand fehlt, stark überarbeitet | 24 cm |
| Hl. Bonifacius (?)    | in Mönchskutte und mit Buch                 | —                                               | 24 cm |

Figuren an der Kanzelbrüstung
| Figur                  | Beschreibung  | Beschädigungen bzw. Überarbeitung | Größe |
| ---------------------- | ------------- | --------------------------------- | ----- |
| Apostel Matthäus       | mit Zahlbrett | —                                 | 34 cm |
| Apostel Bartholomäus   | mit Messer    | neu                               | 35 cm |
| Apostel Thomas         | mit Winkelmaß | Lanze fehlt, neu                  | 35 cm |
| Apostel Matthias       | mit Lanze     | neu                               | 35 cm |
| Apostel Judas Thaddäus | mit Keule     | Falten beschädigt                 | 33 cm |

### Schalldeckel

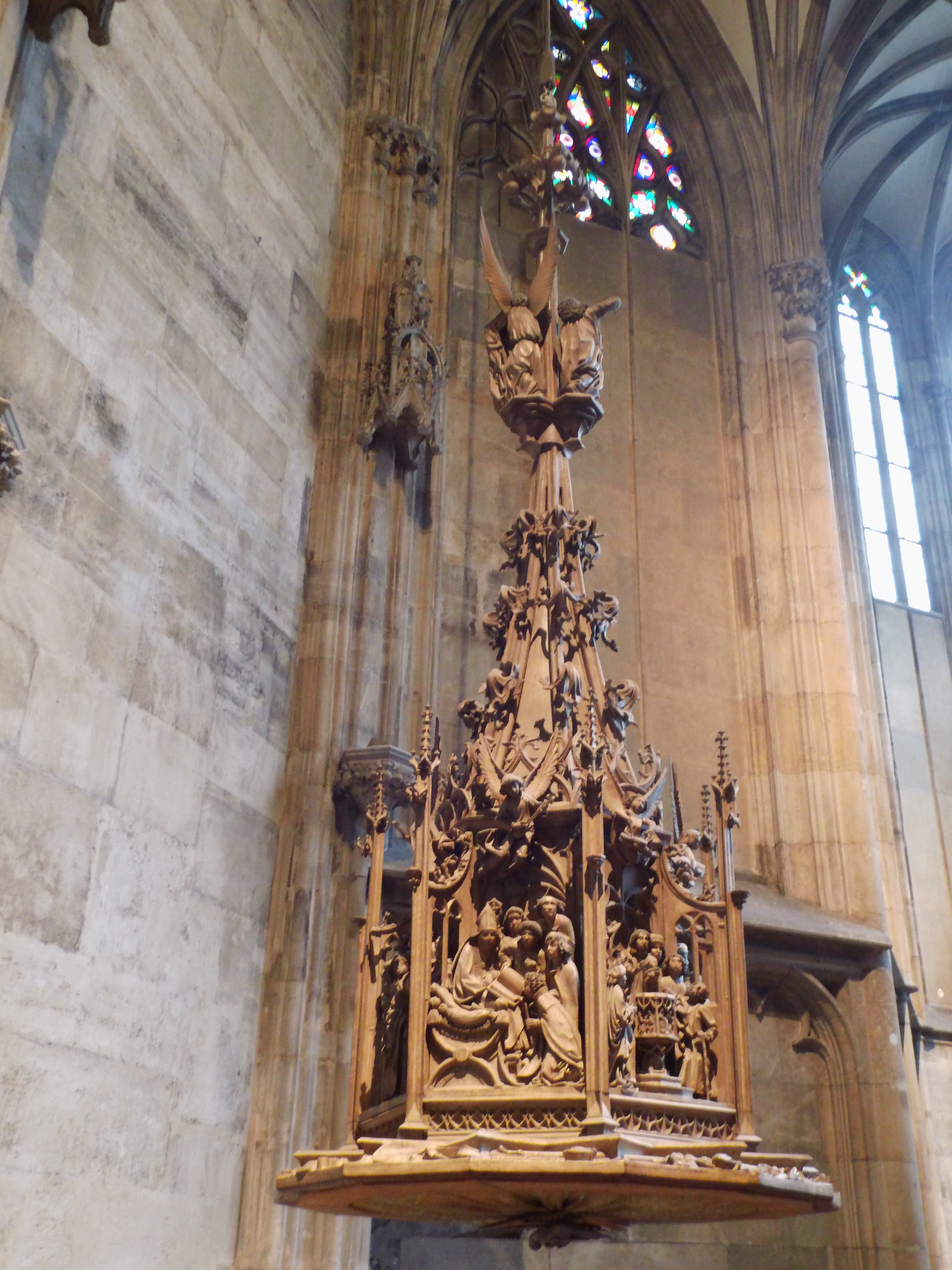
Der Schalldeckel bildet die Deckelkrone des spätgotischen Taufsteins in der Katharinenkapelle

Der aus Eichen- und Lindenholz gefertigte Schalldeckel war an einer eisernen Stange am Kirchenpfeiler befestigt. Im Rahmen des Wiederaufbaues nach dem Zweiten Weltkrieg entdeckte man anhand der Reliefs auf dem Taufstein, die die sieben Sakramente darstellen, dass der Deckel ursprünglich über dem Taufbecken im Chor hing, jedoch später über Jahrhunderte zum Schalldeckel der Kanzel umfunktioniert wurde. Seit dem Zweiten Weltkrieg hängt er wieder über dem Taufbecken in der Katharinenkapelle.
Er hat die Gestalt eines Turmes und ist trotz seiner Siebeneckigkeit viel einfacher gestaltet als die Kanzel selbst. Zwei geschwenkte, siebenstrahlige Sterne, umgeben von einem vierzehnseitigen Kragen, bilden die Unterseite, die in ihrem mittleren Teil konkav geformt ist, etwa in der Art von Baldachinen. Im Mittelpunkt ist die Taube des Heiligen Geistes von sieben geflügelten Engelsköpfen umgeben, einer fehlt. An den Strahlenenden des Sterns schweben Engel in verschiedenen Positionen. Aus dem vierzehnseitigen Kragen erhebt sich als siebenseitige Pyramide der Turm. Die sieben Ecken des Sockels tragen sieben musizierende oder betende Engel. Darüber sind in sieben rechtwinkeligen Nischen, abgeteilt durch Pfeilerwände mit Türmchen und Posaune blasenden Engelchen, die sieben Sakramente in Reliefs dargestellt. Nach einem weiteren Türmchenkranz erhebt sich steil und schlank der Helm.
In der oberen Hälfte stehen auf Konsolen Jesus Christus, Johannes der Täufer und ein Engel, der die Taufe Christi darstellt. Die Turmspitze darüber endet in einer zierlichen Kreuzblume.
Der Schalldeckel wurde öfters renoviert, am gründlichsten zusammen mit der Kanzel. Dabei wurde auch die Bemalung erneuert. Man bemühte sich hierbei, die Neubemalung nach vorgefundenen alten Resten durchzuführen: Die nackten Teile fleischfarben, Haare, Attribute, Flügel, Gewandsäume vergoldet, der siebeneckige Stern des Baldachins der Unterseite blau, die Taube silbern mit roten Füßen und einem roten Schnabel und alles übrige steinfarben.

### Stein
Die Reste der ursprünglichen Kanzel bestehen aus einem sehr feinkörnigen, weißgelblichen Leithakalksandstein, von dem einzelne Stücke Ähnlichkeit mit feinem Margarethener Stein aufweisen, sich aber durch die geringere Härte unterscheiden. Andere Teile wie die Brüstungsplatte mit Papst Gregor sind aus einem rein weißen Stein gefertigt. Beide durch Übergänge verbundene Abarten sind als Breitenbrunner Stein zu bezeichnen. Die Bestimmung der Steine war dadurch besonders erschwert, dass sich ihre Oberfläche durch Reste alter Anstriche stark gelb, stellenweise tiefbraun verfärbt hatte und fast keine frischen Bruchflächen zugänglich waren.

### Bemalung

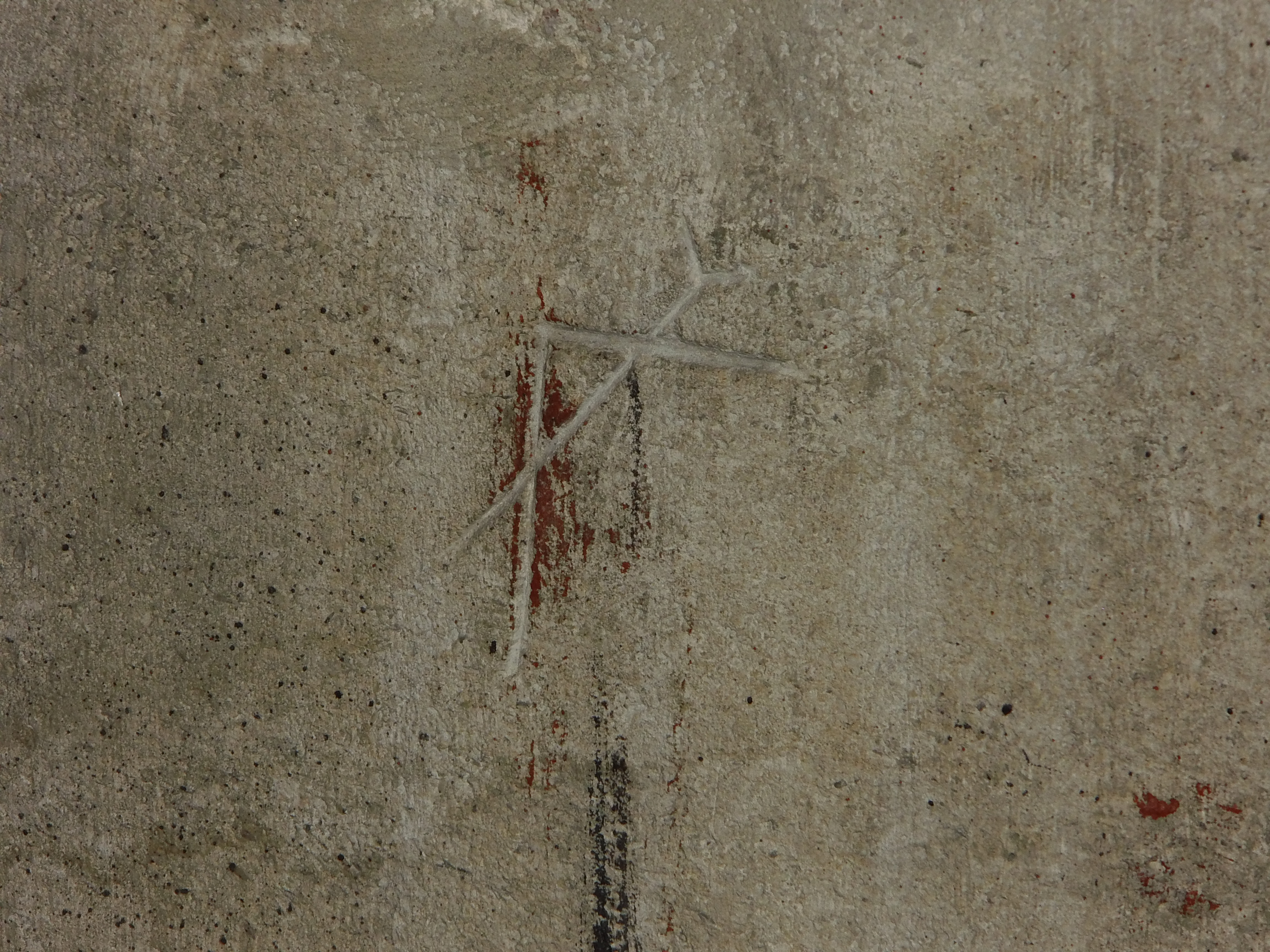
Neben einem östlich vom Fenstergucker befindlichen Steinmetzzeichen befinden sich rote und schwarze Farbreste.

Die Kanzel konnte erst einer gründlichen Renovierung unterzogen werden, nachdem die alte Farbe entfernt worden war. Angeblich sollen damals Spuren einer Vergoldung in den Haaren der Kirchenväter bemerkt worden sein. Heute ist die Kanzel unbemalt, allerdings sind noch vereinzelt Farbreste zu erkennen.

### Fenstergucker

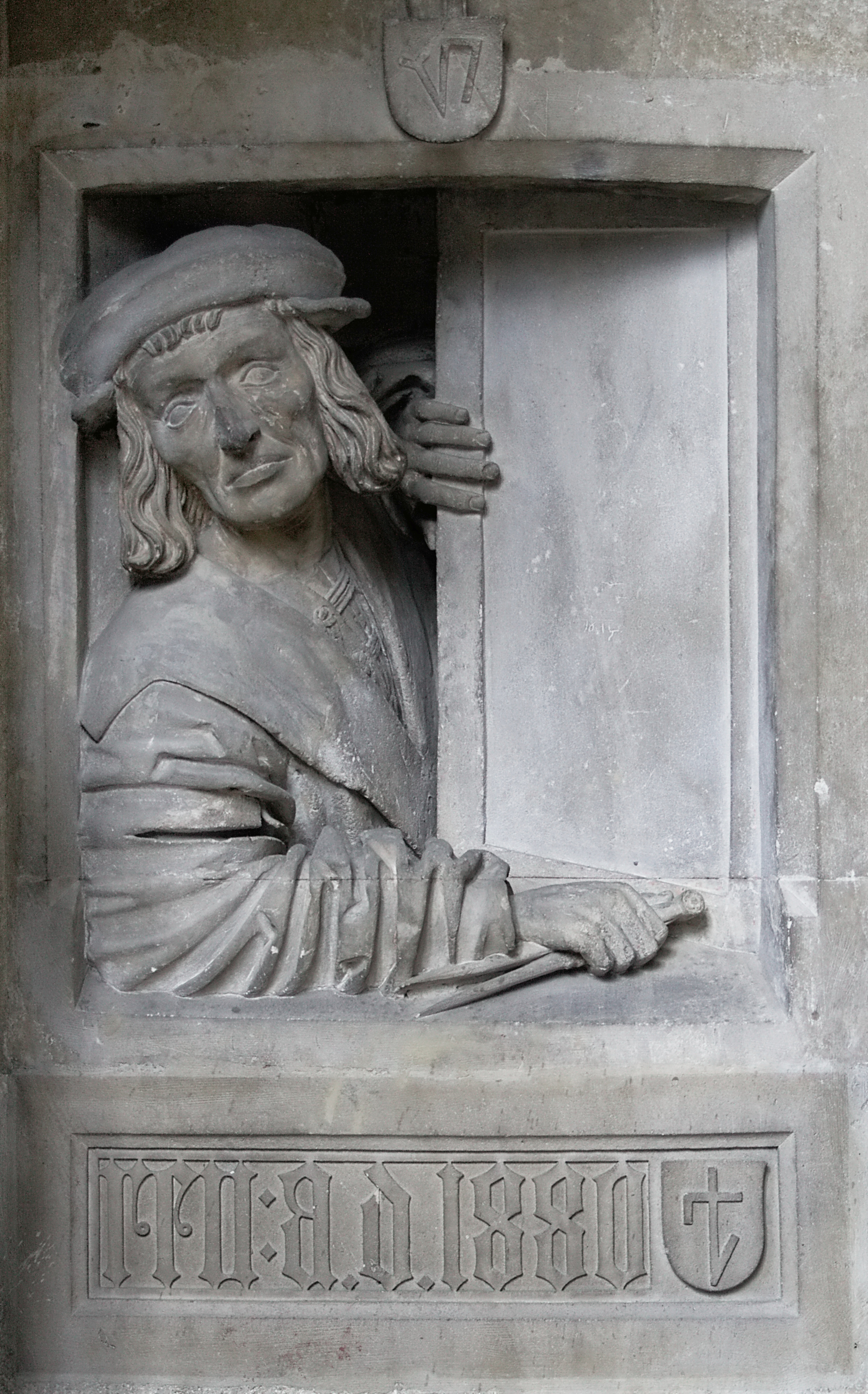
Der Fenstergucker unterhalb der Kanzel; unter ihm erinnert eine Inschrift an die Restaurierung im Jahr 1880

Im unteren Teil der Treppe befindet sich der Fenstergucker.
Er ist das plastische Selbstporträt eines bislang unbekannten Meisters. Er wirkt selbstbewusst; der in der Hand gehaltene Zirkel weist ihn als Baumeister aus. Lange wurde es für das Porträt Pilgrams gehalten, das Hauptindiz dafür war ein Steinmetzzeichen Pilgrams oberhalb der Figur. Da das gesicherte Selbstporträt Pilgrams am Orgelfuß aber viele Unterschiede aufweist, wurden Zweifel an Pilgrams Urheberschaft laut. Neueste Forschungen halten diese aber für durchaus möglich.
Eine der frühesten Fernsehreihen des Österreichischen Rundfunks im Bereich der Kultur trug den Titel Der Fenstergucker. In der Signation war dieser zu sehen.
Einer Erzählung zufolge gibt der Fenstergucker, wenn man dreimal um die Kanzel herumgeht und fragt: „Hansl, was machst du jetzt?“, zweimal keine Antwort. Beim dritten Mal sagt er aber: „Nix!“

Malereien
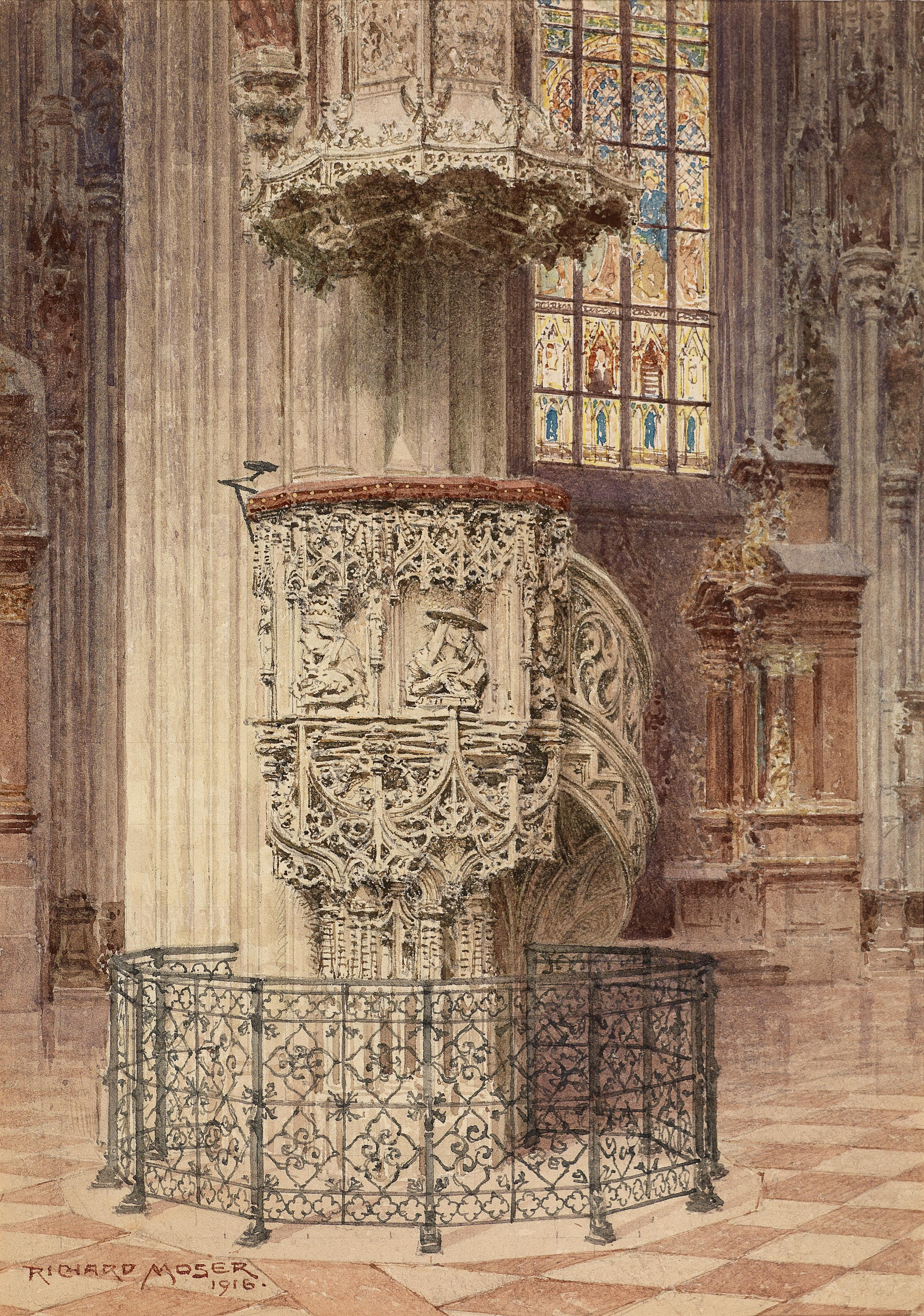
Richard Moser: Die Pilgramkanzel im Stephansdom. 1916, Aquarell auf Papier, 16 × 11,5 cm
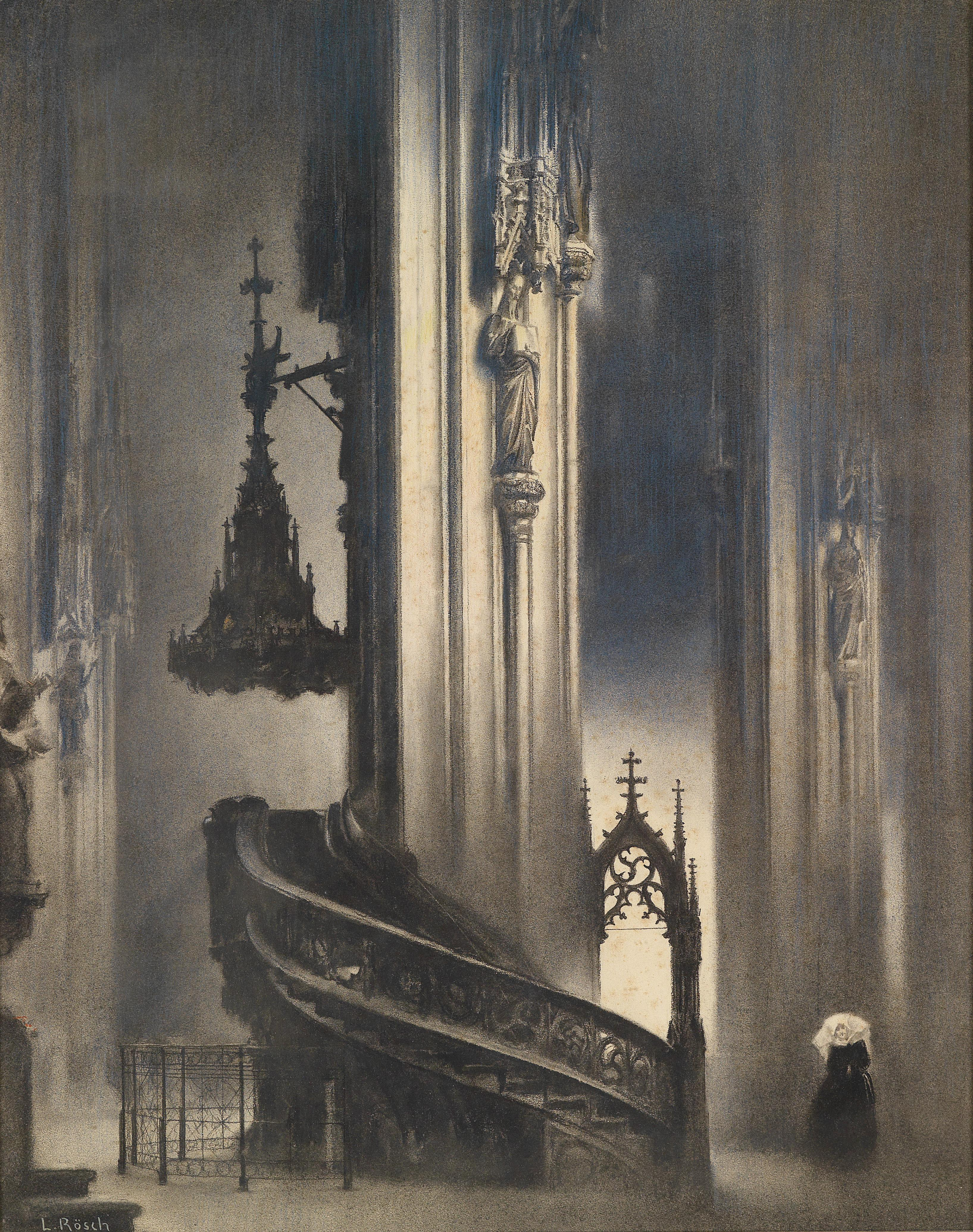
Ludwig Rösch: Die Pilgramkanzel in St. Stephan. Spätestens 1936, Pastell auf Papier, 65 × 52 cm